# Grb Tuvalua
Grb Tuvalua sastoji se od štita sa zlatnim rubom, na kojem su osam dagnji, te osam listova banane.
Na štitu je prikazana koliba na zelenoj zemlji, ispod plavog neba. Ispod kolibe su stilizirani plavi i zlatni oceanski valovi.
Ispod štita je traka s državnim geslom na tuvaluanskom Tuvalu mo te Atua ("Tuvalu za Svevišnjeg").